# New Fairfield
New Fairfield – miasto w Stanach Zjednoczonych, w stanie Connecticut, w hrabstwie Fairfield.